# Rohrer & Brammer

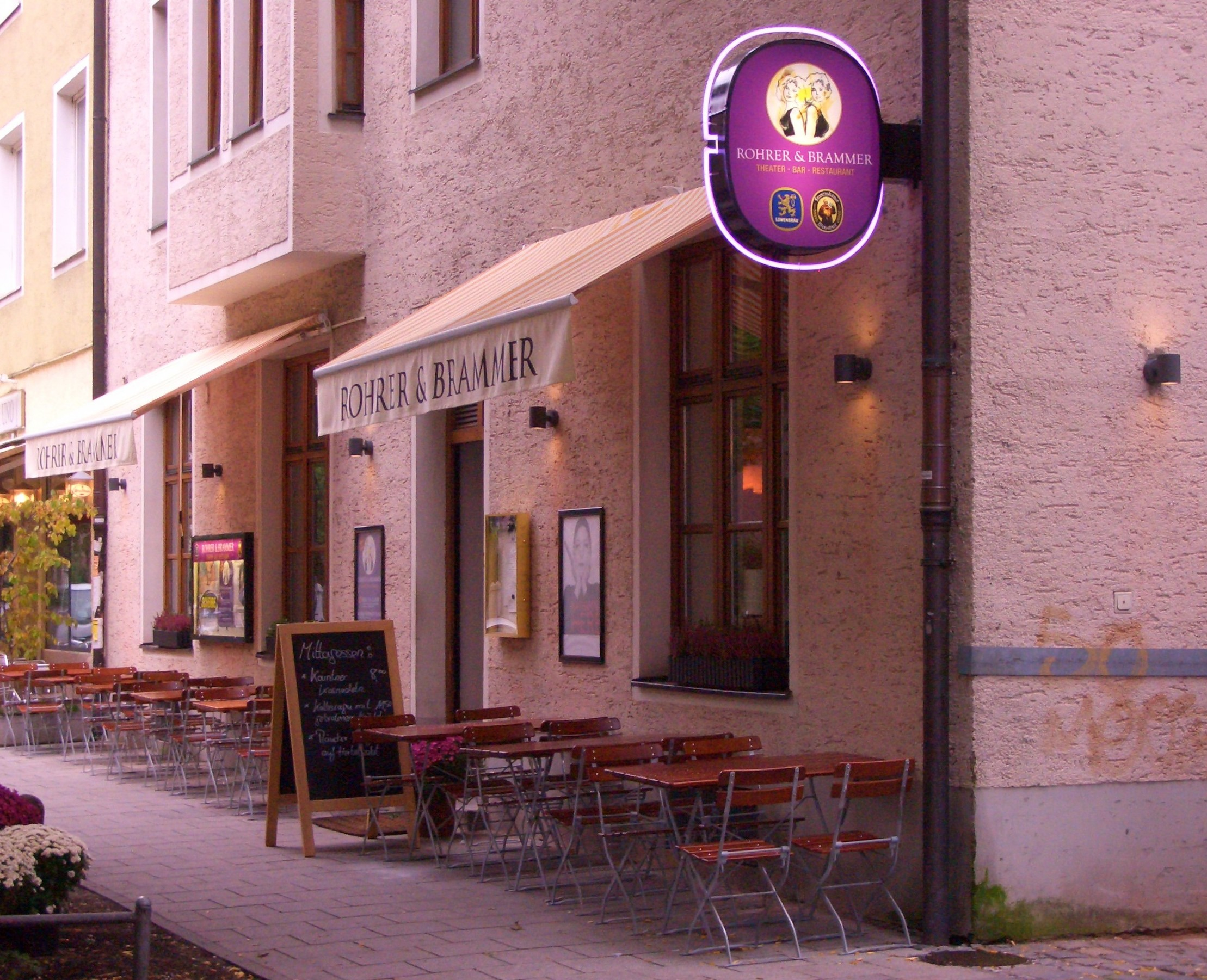
Eingang zum Lokal

Das Rohrer & Brammer war ein Privattheater mit angeschlossenem Restaurant im Münchner Stadtteil Schwabing. Die R&B-Show, eine Musiksendung des Bayerischen Rundfunks, wurde die ersten beiden Male im Rohrer & Brammer aufgezeichnet.

## Programm
Es wurde in der Hauptsache Kleinkunst angeboten. Unter den Künstlern, die im Rohrer & Brammer auftraten, waren Martin Umbach, Marianne Sägebrecht, Timothy Peach sowie die Leiterinnen des Theaters, Susanne Rohrer und Christiane Brammer. Neben wechselnden Darbietungen gab es ein festes Programm: Am ersten Sonntag jedes Monats leitete Eberhard Piltz einen „politischen Stammtisch“, es wurden wechselnde Gäste eingeladen; am dritten Sonntag im Monat fand ein „Kulturfrühstück“ mit zuvor nicht angekündigten Künstlern statt und am letzten Sonntag im Monat präsentierte Matthias Matuschik junge Kabarettisten. Lesungen in Vollmondnächten rundeten das Programm ab.

## Geschichte

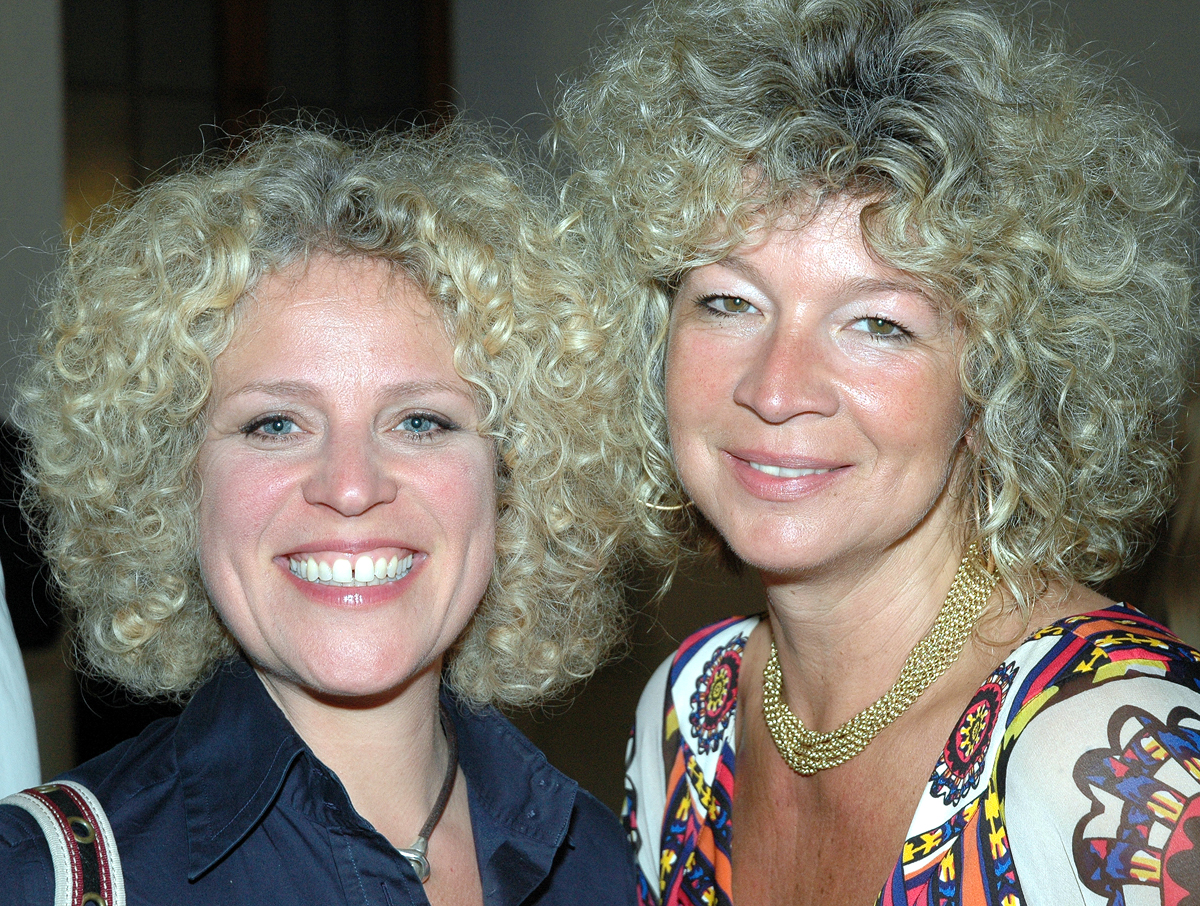
Brammer (links) und Rohrer 2011

Susanne Rohrer und Christiane Brammer gründeten 2009 das Theater und übernahmen die angestammten Räume des Heppel & Ettlich. Statt einer Kneipe war dem neuen Theater ein Restaurant angeschlossen, der Wirt Andre Bahlo legte den Schwerpunkt auf alpenländische Küche.
Der Spielbetrieb begann Anfang Oktober mit der Tragikomödie „Indien“, der Theaterfassung des gleichnamigen Spielfilmes von Josef Hader und Alfred Dorfer in der Inszenierung von Georg Büttel mit Ferdinand Dörfler und Peter Weiß in den Hauptrollen.
Wegen eines Zerwürfnisses mit dem Gastronomiepartner wurde der Betrieb Anfang Mai 2010 eingestellt.
Die beide Male im Rohrer & Brammer aufgezeichnete „R&B-Show“ wurde zweimal im Hörfunkprogramm des Bayerischen Rundfunks übertragen. Auch nach Schließung von Theater und Lokal ist die R&B-Show weiter in unregelmäßigen Abständen Teil des Hörfunk- und nunmehr auch des Fernsehprogramms des Bayerischen Rundfunks. Unter der Moderation von Susanne Rohrer und Christiane Brammer treten Musiker aus unterschiedlichen Bereichen auf; neuer Veranstaltungsort ist das Münchner Wirtshaus im Schlachthof.